# Mixolimnomyia
Mixolimnomyia is een ondergeslacht van het insectengeslacht Dicranophragma binnen de familie steltmuggen (Limoniidae).

## Soorten
- D. (Mixolimnomyia) rufulum (Savchenko, 1979)